# Liste der Stolpersteine im Kölner Stadtteil Riehl
Die Liste der Stolpersteine im Kölner Stadtteil Riehl führt die vom Künstler Gunter Demnig verlegten Stolpersteine im Kölner Stadtteil Riehl auf.
Die Liste der Stolpersteine beruht auf den Daten und Recherchen des NS-Dokumentationszentrums der Stadt Köln, zum Teil ergänzt um Informationen und Anmerkungen aus Wikipedia-Artikeln und externen Quellen. Ziel des Kunstprojektes ist es, biografische Details zu den Personen, die ihren (letzten) freiwillig gewählten Wohnsitz in Köln hatten, zu dokumentieren, um damit ihr Andenken zu bewahren.
Anmerkung: Vielfach ist es jedoch nicht mehr möglich, eine lückenlose Darstellung ihres Lebens und ihres Leidensweges nachzuvollziehen. Insbesondere die Umstände ihres Todes können vielfach nicht mehr recherchiert werden. Offizielle Todesfallanzeigen aus den Ghettos, Haft-, Krankenanstalten sowie den Konzentrationslagern können oft Angaben enthalten, die die wahren Umstände des Todes verschleiern, werden aber unter der Beachtung dieses Umstandes mitdokumentiert.
| Bild                                                         | Name sowie Details zur Inschrift | Adresse                                                                    | Zusätzliche Informationen |
| ------------------------------------------------------------ | --- | -------------------------------------------------------------------------- | --- |
| Stolperstein für Sophie Boll (Mathias-Schleiden-Straße 11)   | Hier wohnte Sophie Boll, geb. Mier (Jahrgang 1866) Freitod Vor Deportation                                                                                           | Mathias-Schleiden-Str. 11 (Standort)                                       | Der Stolperstein erinnert an Sophie Boll (geb. Meyer), geboren am 18. Juli 1866 in Fürth. Sophie Meyer wurde 1866 als Tochter des Elkan Meyer und seiner Frau Johanne (geb. Zederholz) geboren. Sie heiratete Joseph Boll und arbeitete als selbstständige Kauffrau. Wenige Tage vor ihrer angekündigten Deportation in das Ghetto Theresienstadt nahm sie sich am 23. Januar 1943 das Leben. |
| Stolperstein für Jenny Lazarus (Johannes-Müller-Straße 42)   | Hier wohnte Jenny Lazarus, geb. Wolff (Jahrgang 1878) Deportiert 1941 Łódź ???                                                                                       | Johannes-Müller-Str. 42 (Standort)                                         | Der Stolperstein erinnert an Jenny (Jettchen) Lazarus (geb. Wolff), geboren am 1. August 1878 in Gelsenkirchen. Jenny Wolff wurde am 1. August 1878 als Tochter eines jüdischen Kaufmanns in Gelsenkirchen geboren. Nach der Heirat mit dem Kölner Kaufmann Moritz Lazarus ließen sie sich in Köln nieder. Seit 1905 leitete Jenny Wolff selbstständig am Hohenzollernring ein Damenbekleidungsgeschäft, das sie auch nach dem Tod ihres Ehemanns Moritz Lazarus bis 1938 weiterführte. Die letzten Jahre wohnte Jenny Lazarus im Haus ihres Bruders Kurt Wolff (s. u.). Jenny Lazarus wurde gemeinsam mit ihrem Bruder Kurt am 22. Oktober 1941 mit dem 8. Kölner Transport in das Ghetto Litzmannstadt deportiert. Hier verliert sich ihre Spur. |
| Stolperstein für Fanny Marx (Am Botanischen Garten 32)       | Hier wohnte Fanny Marx (Jahrgang 1905) Deportiert 1941 Riga Für tot erklärt                                                                                          | Am Botanischen Garten 32 (Standort)                                        | Der im Januar 2001 verlegte Stolperstein erinnert an Fanny Marx, geboren am 15. September 1905 in Köln-Deutz. Fanny Marx war die Tochter von Max und Sara Marx (geb. Löwenbach). Die Hausangestellte Fanny Marx wurde am 7. Dezember 1941 in das Ghetto Riga deportiert. Am 1. Oktober 1944 wurde sie ins KZ Stutthof verschleppt. Hier verliert sich ihre Spur. Der im Januar 2001 verlegte Stolperstein wurde von Unbekannten entfernt, im September 2001 erfolgte durch Gunter Demnig die Wiederverlegung. |
| Stolperstein für Hanna Ida Meyer (Stammheimer Straße 13)     | Hier wohnte Hanna Ida Meyer (Jahrgang 1904) Deportiert 1941 Ermordet in Riga                                                                                         | Stammheimer Str. 13 (Standort)                                             | Der am 10. September 2018 verlegte Stolperstein erinnert an Hanna Ida Meyer, geboren am 14. Juli 1904. Hanna Ida Meyer wurde als jüngstes Kind des Kaufmanns Siegfried Meyer und seiner Frau Thekla (geb. Bender) in Köln geboren. Die unverheiratete Hanna Meyer wurde am 7. Dezember 1941 vom „Ghettohaus“ Sedanstraße 29 gemeinsam mit ihrer Schwester und ihrer Mutter ins Ghetto Riga deportiert. Laut eines Briefes ihrer Mutter Thekla Meyer erreichte sie Riga jedoch nie, da sie unterwegs an Cholera gestorben sei. Vermutlich auf dem Transport ermordet. Der Stolperstein für Hanna Ida Meyer wurde ursprünglich 2001 und 2007 vor dem „Ghettohaus“ Sedanstraße 29 (Köln-Neustadt-Nord) verlegt, beide Stolpersteine wurden kurz nach der Verlegung von Unbekannten herausgebrochen und durch eine Gehwegplatte ersetzt. Am 10. September 2018 wurde ein neuer Stolperstein vor dem ehemaligen Wohnhaus Stammheimer Straße 13 neu verlegt. |
| Stolperstein für Dr. Karl Emil Meyer (Stammheimer Straße 13) | Hier wohnte Dr. Karl Emil Meyer (Jahrgang 1900) Berufsverbot 1933 Flucht 1939 England                                                                                | Stammheimer Str. 13 (Standort)                                             | Der am 10. September 2018 verlegte Stolperstein erinnert an Dr. Karl Emil Meyer, geboren am 21. Mai 1900 in Köln. Karl Emil Meyer wurde 1900 als ältestes Kind des jüdischen Kaufmanns Siegfried Meyer und seiner Frau Thekla in Köln geboren. Nach seinem Abitur am Städtischen Realgymnasiums zu Cöln-Nippes begann er das Studium der Rechtswissenschaften an den Universitäten Bonn, Jena und Köln. Nach seiner Promotion am 25. Juli 1924 an der Universität Bonn trat er eine Anstellung als Hilfsrichter am Landgericht Bonn an. Mitte der 1920er Jahre konvertierte er zum katholischen Glauben. 1932 wurde er zum Landgerichtsrat befördert. Im April 1933 wurde er aufgrund der Bestimmungen des Gesetzes zur Wiederherstellung des Berufsbeamtentums beurlaubt und zum 1. November 1933 in den Ruhestand versetzt. Danach arbeitete er publizistisch weiter und als betätigte sich als Berater für Patentrecht in der Industrie. Nach einer Kette von Repressionen emigrierte er 1939 mit seiner Frau und seinem Sohn nach London. Nach dem Ende des Zweiten Weltkrieges kehrte er nach Deutschland zurück und war ab 1949 als Landgerichtsdirektor in Köln tätig. Im Juli 1951 wurde er an das Entschädigungsgericht (Claims Tribunal) in Herford berufen. Vom 21. März 1952 bis zu seinem Ruhestand am 31. Oktober 1964 war Karl Emil Meyer Bundesrichter am Bundesgerichtshof in Karlsruhe. Karl Emil Meyer starb am 5. August 1967 in Karlsruhe. |
| Stolperstein für Klara Johanna Meyer (Stammheimer Straße 13) | Hier wohnte Klara Johanna Meyer (Jahrgang 1903) Deportiert 1941 Riga 1944 Stutthof Ermordet                                                                          | Stammheimer Str. 13 (Standort)                                             | Der am 10. September 2018 verlegte Stolperstein erinnert an Klara Johana Meyer, geboren am 10. Mai 1903 in Köln. Klara (Claire) Johanna Meyer wurde als zweites Kind des Kaufmanns Siegfried Meyer und seiner Frau Thekla (geb. Bender) in Köln geboren. Die unverheiratete Klara Meyer wurde am 7. Dezember 1941 vom „Ghettohaus“ Sedanstraße 29 gemeinsam mit ihrer Schwester und ihrer Mutter ins Ghetto Riga deportiert. Am 9. August 1944 starb sie im KZ Stutthof. Der Stolperstein für Klara Johanna Meyer wurde ursprünglich 2001 und 2007 vor dem „Ghettohaus“ Sedanstraße 29 (Köln-Neustadt-Nord) verlegt, beide Stolpersteine wurden kurz nach der Verlegung von Unbekannten herausgebrochen und durch eine Gehwegplatte ersetzt. Am 10. September 2018 wurde ein neuer Stolperstein vor dem ehemaligen Wohnhaus Stammheimer Straße 13 neu verlegt. |
| Stolperstein für Thekla Meyer (Stammheimer Straße 13)        | Hier wohnte Thekla Meyer, geb. Bender (Jahrgang 1876) Deportiert 1941 Ermordet in Riga                                                                               | Stammheimer Str. 13 (Standort)                                             | Der am 10. September 2018 verlegte Stolperstein erinnert an Thekla Meyer (geb. Bender), geboren am 13. August 1876 in Trier. Thekla Bender wurde 1876 als Tochter jüdischen Tuchhändlers Bernhard Bender und seiner Frau Clara (geb. Felsenstein) in Trier geboren. Thekla Bender heiratete den Kaufmann Siegfried Meyer. Das Ehepaar ließ sich in Köln nieder. Hier wurden die drei Kinder des Ehepaares geboren: Karl (1900–1967), Klara (geb. 1903) und Hanna (geb. 1904). Die Familie Meyer gehörte zum integrierten, deutsch-liberalen Judentum Kölns und im Haushalt verkehrten zahlreiche Künstler und Schriftsteller, u. a. Friedrich Wolf, der Neffe ihres Mannes Siegfried. Siegfried Meyer starb am 22. Juni 1938 in Köln. Kurz vor der Deportation Thekla Meyers am 7. Dezember 1941 ins Ghetto Riga musste sie mit ihren Töchtern in das „Ghettohaus“ Sedanstraße 29 umziehen. Aus Riga sandte Thekla Meyer noch eine Nachricht nach Köln, die an das Rote Kreuz weitergeleitet wurde. Im Ghetto Riga wurde Thekla Meyer laut eines Mitgefangenen ermordet (https://yvng.yadvashem.org/index.html?language=de&s_id=&s_lastName=Meyer&s_firstName=Thekla&s_place=K%C3%B6ln&s_dateOfBirth=&cluster=true). Der Stolperstein für Thekla Meyer wurde ursprünglich 2001 und 2007 vor dem „Ghettohaus“ Sedanstraße 29 (Köln-Neustadt-Nord) verlegt, beide Stolpersteine wurden kurz nach der Verlegung von Unbekannten herausgebrochen und durch eine Gehwegplatte ersetzt. Am 10. September 2018 wurde ein neuer Stolperstein vor dem ehemaligen Wohnhaus Stammheimer Straße 13 neu verlegt. |
| Stolperstein für Olga Oppenheimer (Bodinusstraße 2)          | Hier wohnte Olga Oppenheimer, gesch. Worringer (Jahrgang 1886) Eingewiesen 1918 Heilanstalt Waldbreitbach 'verlegt' 11.2.1941 Hadamar Ermordet 11.2.1941 'Aktion T4' | Bodinusstr. 2. Verlegung Ecke Stammheimer Straße (Standort) weitere Bilder | Der Stolperstein erinnert an die Malerin Olga Oppenheimer, geboren am 9. Juli 1886 in Köln. Laut offizieller Todesbenachrichtigung starb sie am 4. Juli 1941 im KZ Lublin an den Folgen von Fleckentyphus. Nach neueren Erkenntnissen wurde sie jedoch Opfer der von den Nationalsozialisten durchgeführten Aktion T4, dem systematischen Massenmord von Patienten mit körperlichen, geistigen und seelischen Behinderungen. Die Verlegung des Stolpersteins erfolgte am 13. Juni 2025. Patin ist die Enkelin Julia Worringer. |
| Stolperstein für Egon Schier (Naumannstraße 4)               | Hier wohnte Egon Schier (Jahrgang unbekannt) Erschossen 25. Februar 1945 Wegen Verweigerung des Eides auf Adolf Hitler                                               | Naumannstr. 4 (Standort)                                                   | Der Stolperstein erinnert an Egon Schier, geboren am 25. Mai 1925 in Köln. Nach Abschluss seiner Schulausbildung begann der aus einem antifaschistischen Elternhaus stammende Egon Schier mit einer Feinmechanikerausbildung. Vor dem Abschluss seiner Ausbildung wurde er am 15. April 1943 zum Reichsarbeitsdienst eingezogen. Nachdem er Reichsarbeitsdienst antifaschistische Aufklärung betrieben hatte und verraten wurde, verurteilte ihn das Heeresgericht Charlottenburg zu drei Jahren Gefängnis. Er wurde in das Wehrmachtsgefangenenlager für politische Gefangene nach Bernau überstellt. Hier wurde er auf dem Schießstand des Lagers am 25. Februar 1945 erschossen. |
| Stolperstein für Kurt Wolff (Johannes-Müller-Straße 42)      | Hier wohnte Dr. Kurt Wolff (Jahrgang 1879) Deportiert 1941 Łódź Für tot erklärt                                                                                      | Johannes-Müller-Str. 42 (Standort)                                         | Der Stolperstein erinnert an Dr. Kurt Wolff, geboren am 5. November 1879 in Gelsenkirchen. Kurt Wolff wurde 1879 als Sohn jüdischer Eltern in Gelsenkirchen geboren. Nach dem Schulabschluss begann er ein Studium der Rechtswissenschaften. Am 23. Dezember 1902 promovierte er in Leipzig, am 10. Januar 1908 legte er das Große Staatsexamen ab. Er arbeitete zunächst als Hilfsrichter am Kölner Landgericht. Am 2. Juli 1909 heiratete er Erna Regina Simon. Das Ehepaar hatte zwei Kinder, die Zwillinge Horst und Günther (geb. 1911). Vom 3. August 1914 bis zum 4. April 1919 wurde er zum Militärdienst eingezogen. Von Juni 1918 bis April 1919 arbeitete er im Bayerischen Kriegsministerium. Er wurde mit dem Eisernen Kreuz II und dem Bayerischen Militärverdienstorden mit Schwertern ausgezeichnet. Ab 1. April 1920 war er als Amtsgerichtsrat am Kölner Landgericht tätig. Seine Versetzung an das Oberlandesgericht Düsseldorf musste er 1925 ablehnen, weil er nach dem Tod seiner Frau für die Erziehung seiner Söhne sorgen musste. Am 26. Januar 1926 wurde er zum Oberlandesgerichtsrat in Köln ernannt. Am 31. Dezember 1932 wurde vom Kölner Oberlandesgerichtspräsidenten als Reichsgerichtsrat vorgeschlagen. Beim Sturm auf das Gerichtsgebäude am Reichenspergerplatz wurde Kurt Wolff geschlagen und gemeinsam mit anderen jüdischen Juristen erniedrigt und auf einem Müllwagen zum Polizeipräsidium verschleppt. Wolff bat daraufhin um seine Beurlaubung. Aufgrund seiner Teilnahme am Ersten Weltkrieg konnte Wolff am 21. Juli 1933 seinen Dienst am Oberlandesgericht wieder aufnehmen. Im Juli 1934 wurde er an das Landesgericht Köln zurückversetzt, am 1. Oktober 1935 bis auf weiteres „beurlaubt“ und am 14. November 1935 in den Ruhestand versetzt. 1938 war Mitglied des Notvorstandes der Kölner Synagogengemeinde. Am 10. Mai 1941 beantragte er beim Oberlandesgerichtspräsidenten seine Ausreisegenehmigung in die USA, die der Reichsminister für Justiz am 30. Juni 1941 genehmigte. Die Ausreise scheiterte. Kurt Wolff wurde mit dem 8. Kölner Transport am 22. Oktober 1941 ins Ghetto Litzmannstadt verschleppt (Hohensteiner Str. 39/5). Im August 1944 wurde er ins Vernichtungslager Auschwitz deportiert, wo er ermordet wurde. Wolff war Mitglied der Deutschen Staatspartei, des rheinpreussischen Richtervereins, des Landwehroffizierverein und des Kyffhäuserbundes. |

## Quelle
- NS-Dokumentationszentrum – Stolpersteine | Erinnerungsmale für die Opfer des Nationalsozialismus (Stadtteilliste Riehl)